# Traité de commerce et d'amitié entre la France et la Perse

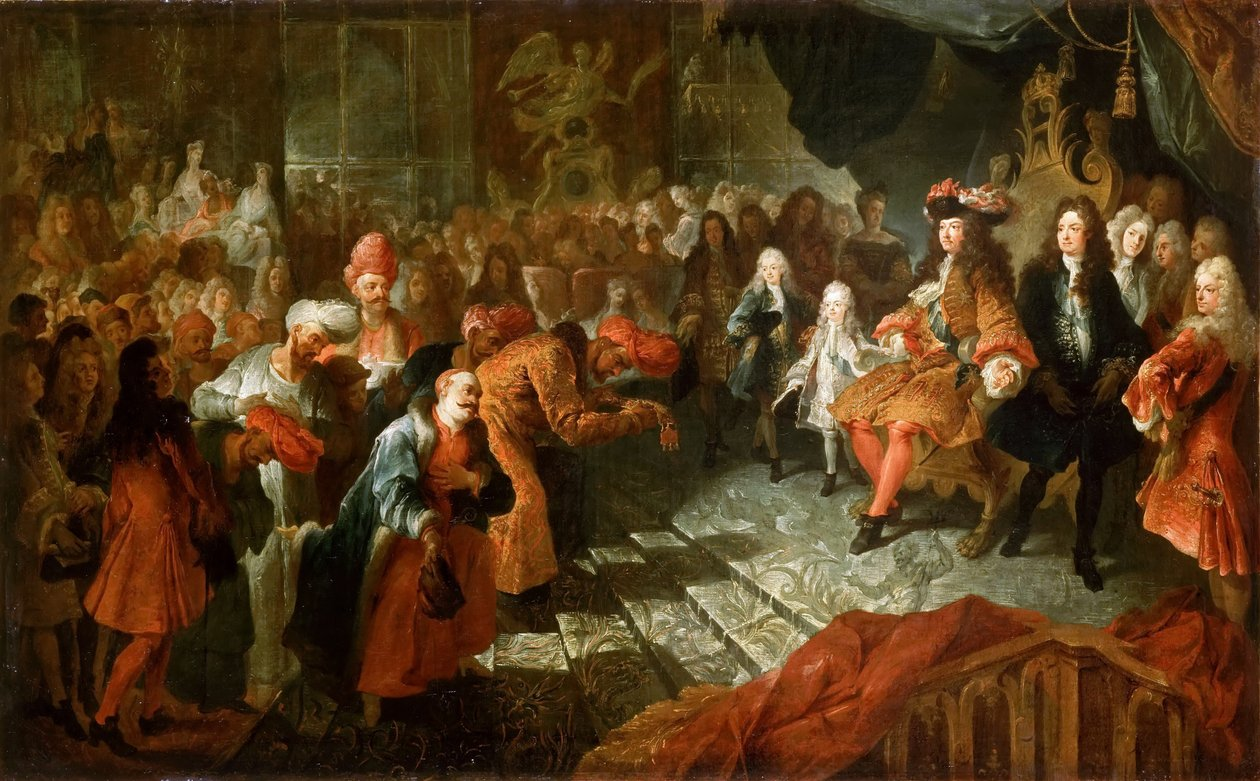
Ambassade perse auprès de Louis XIV, 19 février 1715

Le traité de commerce et d'amitié entre la France et la Perse fut signé à Versailles le 13 août 1715.

## Généralités
Ce traité fut conclu pour l'application du traité de commerce de 1708 par Jean-Baptiste Colbert de Torcy, Louis Phélypeaux de Pontchartrain, et Nicolas Desmarets du côté français et par l'ambassadeur du Chah Hussein de Perse Mehmet Rıza Beğ assisté de Hagopdjan de Deritchan du côté persan. Ces derniers durent rester toute l'année à Paris pour la négociation, ralentie du fait de la maladie de Louis XIV.
Le traité prévoyait notamment l'établissement d'un consulat de Perse à Marseille, principal port de commerce avec l'Orient. Le choix d'Hagopdjan à ce poste fut agréé en octobre.
À la suite de la ratification du traité par les deux souverains, un consul français, le chevalier Padéry, s'établit à Chiraz.
La tentative française de nouer des relations commerciales avec la Perse se soldera par un échec dû à la situation politique troublée de cette période de l'histoire de ce pays, mais aussi à sa situation géographique difficile et aux rivalités avec la Turquie et la Russie.

## Extrait du Traité
Texte des quatre premiers articles:

### Article 1
Les marchands persans venant véritablement des États du roi de Perse dans le port de Marseille, jouiront des mêmes privilèges et exemptions que les autres marchands sujets de S. M. T. C, à condition néanmoins qu'ils ne pourront apporter en France aucune marchandises dont l'entrée en est défendue; que pour les transports des marchandises permises qu'ils y apporteront, ils se seront servis de vaisseaux français, et que ce seront toutes marchandises du cru des États du roi de Perse, ce qu'ils justifieront par un certificat qu'ils auront le soin de prendre du consul de la nation française.

### Article 2
Ils pourront avoir à Marseille un consul de leur nation, auquel le roi fera donner une maison pour son logement, et ledit consul jouira de l'exemption de la taille.

### Article 3
Ledit consul aura seul le droit de décider tous les différends que les marchands persans pourront avoir entre eux; et à l'égard des différends qui pourront survenir entre les Persans et les sujets de S. M. T. C, ou gens d'une autre nation, la connaissance et la décision en appartiendront aux juges du lieu établis par S. M. T. C, et s'il arrive qu'un marchand français débiteur d'un Persan, vienne à faire faillite, les droits du Persan lui seront conservés, et il les pourra exercer contre la personne et sur les biens du débiteur, de la même manière que les sujets de Sa Majesté, et conformément aux règles établies dans le royaume pour ces sortes de cas.

### Article 4
Si un marchand persan vient à décéder en France où il serait venu faire commerce, ses biens et effets seront remis au consul de sa nation pour être conservés aux héritiers du défunt; et cependant, s'il y a preuve qu'il soit mort débiteur de quelques sommes envers un Français ou gens d'une autre nation, le créancier sera payé de sa dette sur les biens et effets, avant que le consul de Perse puisse en disposer.